# Kościół Najświętszego Zbawiciela w Kopenhadze
Kościół Najświętszego Zbawiciela w Kopenhadze (duń. Vor Frelsers Kirke (Københavns Kommune)) – kościół położony w Kopenhadze, w dzielnicy Christianshavn przy ulicy Sankt Annæ Gade 29. Przynależność organizacyjna kościoła: Københavns Stift (diecezja kopenhaska), dekanat Amagerbro Provsti, pastorat Vor Frelsers Pastorat, parafia Vor Frelsers Sogn (Københavns Kommune). Nosi wezwanie Najświętszego Zbawiciela.
Jest najwyższym z czynnych kościołów Kopenhagi. Najbardziej charakterystycznym elementem architektury kościoła jest spiralnie skręcona, mierząca 90 m wieża, widoczna z daleka.

## Historia
Kiedy król Chrystian IV planował w 1617 Christianshavn, przewidywał dla niego funkcję niezależnego miasta handlowego położonego na wyspie Amager i dlatego uważał, że powinno ono mieć własny kościół. Pierwszy, tymczasowy kościół był gotowy w 1639. Budowę obecnego kościoła rozpoczęto w 1682 według projektu Lamberta van Havena. Konsekracja kościoła miała miejsce w 1695, jednak nie miał on jeszcze wieży, a wyposażenie jego wnętrza miało charakter tymczasowy.
Plan zbudowania wieży pojawił się w 1747, za panowania króla Fryderyka V. Sporządzenia nowego projektu podjął się architekt Laurids Lauridsen Thurah. Gotowy projekt został przedstawiony do zatwierdzenia królowi w 1749. Laurids Lauridsen Thurah, wzorując się na spiralnej latarni rzymskiego kościoła Sant’Ivo alla Sapienza Francesco Borrominiego, zaprojektował smukłą, spiralną wieżę, zwieńczoną pozłacaną figurą Chrystusa z chorągwią zwycięstwa w ręce. W 1749 plan ten zatwierdził król. Trzy lata później wieża była gotowa, a uroczystej inauguracji dokonał 28 sierpnia 1752 sam monarcha, wspinając się na jej wierzchołek.
W 1694 szwedzki architekt Nicodemus Tessin młodszy przedstawił projekt ołtarza głównego, którego budowa rozpoczęła się w 1708, a dobiegła końca dopiero w 1732, już po śmierci architekta.
W XX w. kościół był kilkakrotnie restaurowany, ostatni raz w latach 1991–1996, kiedy to gruntownej renowacji poddano jego wieżę. Pokryto wówczas jej dach blachą miedzianą, odnowiono schody i wykonano na nowo złocenia detali architektonicznych. 17 marca 1996 książę Joachim dokonał uroczystego otwarcia odnowionej wieży, pokonując pieszo, podobnie jak przed wiekami jego przodek Fryderyk V, 400 stopni schodów prowadzących na jej wierzchołek.
W XXI w. zakrojona na szeroka skalę restauracja miała miejsce w 2009. Objęła ona głównie wnętrze. Posadzka w nawach, która nigdy nie miała właściwego fundamentu, została wyłożona płytami wapiennymi. Naprawiono wielkie okna, które w specyficzny sposób przepuszczają światło do wnętrza. Założono też nową instalację elektryczną i nowy system ogrzewania. Poddano renowacji organy i – mając na uwadze rzesze turystów – zmodernizowano dostęp na wieżę.
Główną atrakcją kościoła pozostaje wieża. Z 400 stopni prowadzących na jej wierzchołek 150 znajduje się na zewnątrz, w formie spiralnych schodów z balustradą.

## Architektura
Kościół Najświętszego Zbawiciela został zbudowany w stylu holenderskiego baroku na planie krzyża greckiego.
Ściany świątyni wspierają się na podmurówce z granitu i są zbudowane z czerwonych i żółtych cegieł. Fasady są podzielone pionowo pilastrami według zasad palladiańskiego wielkiego porządku. Utrzymane w porządku toskańskim pilastry mają bazy i głowice wykonane z piaskowca. Z piaskowca wykonane zostały również potężne gzymsy, oddzielające płaszczyzny ścian od dachu. Pomiędzy pilastrami znajdują się wysokie okna zaokrąglone u góry, podzielone na kwatery wypełnione szybami ze szkła zwykłego oraz kryształowego.
Wejścia do kościoła znajdują się w ramionach transeptu oraz w fasadzie zachodniej. Od wschodu do kościoła dobudowana została zakrystia. Główne wejście – wykonany z piaskowca portal – znajduje się w fasadzie zachodniej, w przyziemiu wieży. Ze wszystkich wejść do wnętrza kościoła prowadzą 4-stopniowe schody. Z każdej strony wieży znajdują się zejścia do dwóch krypt.
Dach kościoła jest pokryty ciemną, glazurowaną dachówką.

### Wieża

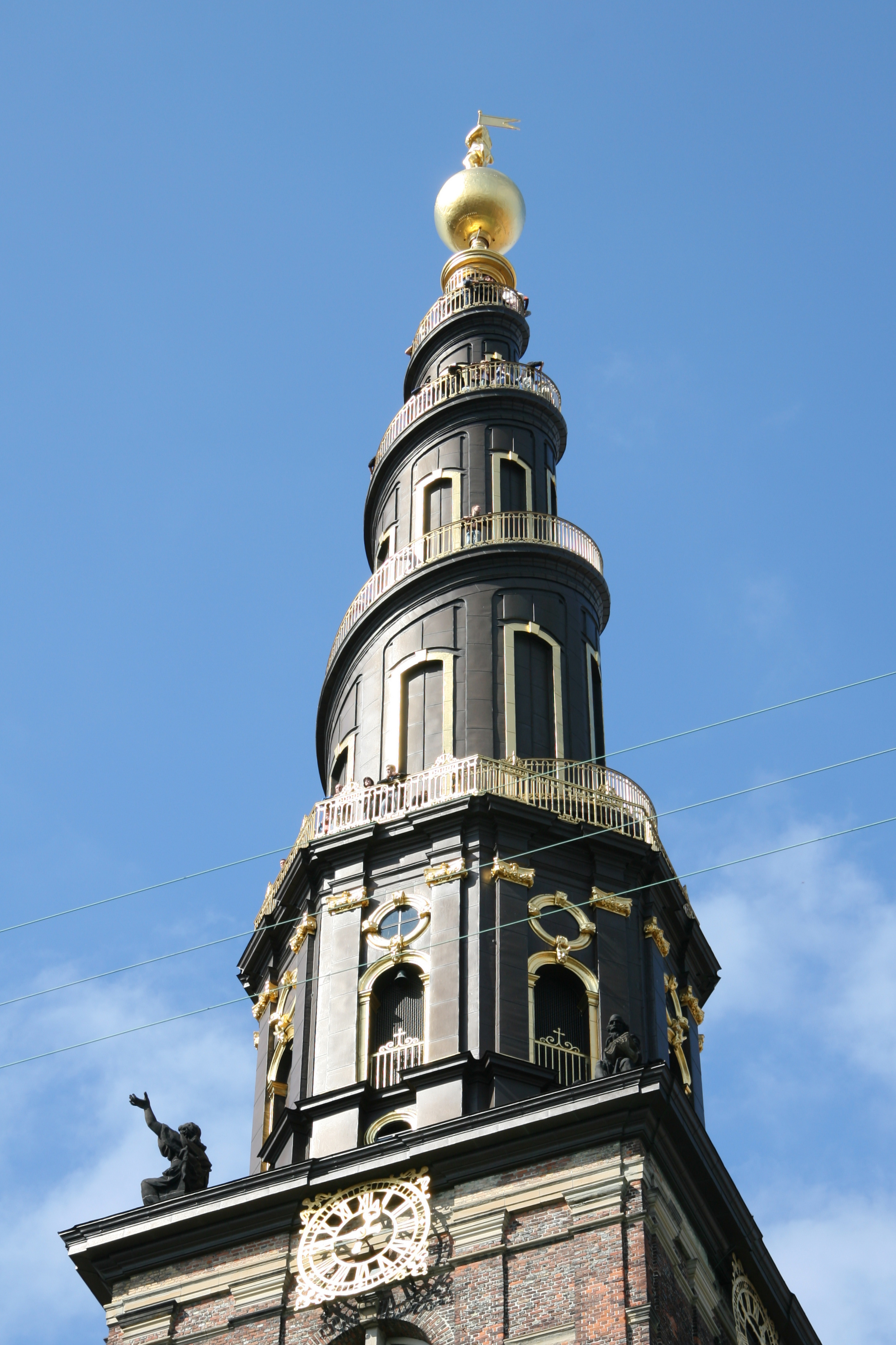
Charakterystyczny hełm wieńczący wieżę z zewnętrznymi schodami biegnącymi spiralnie wokół niego

Trzykondygnacyjna wieża została zbudowana na planie kwadratu od strony zachodniej. Kondygnacja dolna jest wtopiona w fasadę kościoła. Wszystkie kondygnacje są oddzielone od siebie wydatnymi, kamiennymi gzymsami i podzielone pionowo pilastrami. Pod gzymsami ostatniej kondygnacji rozmieszczono centralnie cztery niewielkie, pozłacane zegary, po jednym z każdej strony. Mechanizm zegarowy znajduje się we wnętrzu wieży.

#### Spiralne zwieńczenie wieży
Czarno-złoty, spiralny hełm wieńczący wieżę wznosi się na wysokość 90 m i stanowi najbardziej charakterystyczny element architektury kościoła. Wokół hełmu wiją się spiralnie zewnętrzne schody, okrążając go czterokrotnie w kierunku odwrotnym do ruchu wskazówek zegara.

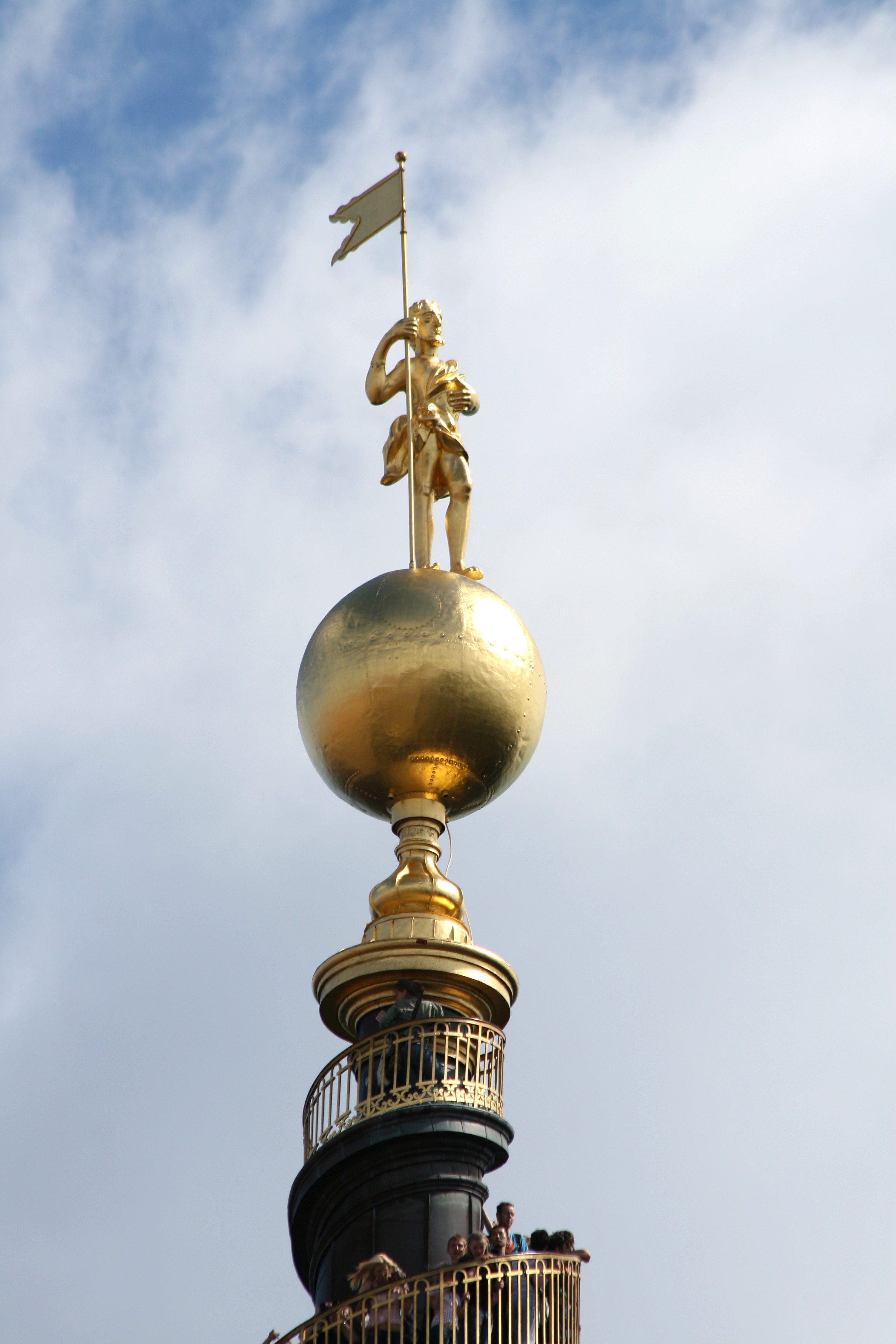
Globus z figurą Chrystusa-Zbawiciela

Hełm wieży został zaprojektowany jako pięciokondygnacyjna konstrukcja szachulcowa na planie ośmiokąta, w górnych partiach przechodząca stopniowo w plan okręgu, z wąskimi oknami oprawionymi w pozłacane ramy. Okna flankowane są pozłacanymi pilastrami w porządku kompozytowym. W narożnikach podstawy hełmu umieszczono posągi czterech ewangelistów dłuta Johanna Friedricha Hänela. Prowadzące na wierzchołek spiralne schody zostały zaopatrzone w pozłacaną poręcz.
Wierzchołek hełmu jest zwieńczony ogromnym, złotym globusem z 4-metrowej wysokości posągiem Chrystusa Zbawiciela z chorągwią zwycięstwa w ręku, widocznym z daleka. Posag wyrzeźbił 26 kwietnia 1750 Jacob Høvinghof, lecz zamontowano go na szczycie hełmu dopiero w 1752, kiedy król dokonał 28 sierpnia uroczystej inauguracji wieży.

#### Carillon
W wieży kościelnej znajduje się koncertowy carillon.
Zasługuje on na uwagę nie tylko dlatego, iż kościół Najświętszego Zbawiciela jest najczęściej odwiedzanym przez turystów kościołem w Kopenhadze, ale też dlatego, iż jest pierwszym carillonem w Skandynawii, który pojawił się w czasach współczesnych.
Wprawdzie pierwszy carillon miała kopenhaska katedra, ale przepadł on podczas jej pożaru spowodowanego brytyjskim bombardowaniem we wrześniu 1807. Na początku XX w. jedynym carillonem w Danii był ten na zamku Frederiksborg w Hillerød. Pomysłodawcą carillonu w kościele Najświętszego Zbawiciela był w latach 20. XX w. jego organista P. S. Rung-Keller (1879-1966). Pierwszy carillon został zainstalowany w wieży kościoła w latach 1929–1933 i składał się pierwotnie z 33 dzwonów. Jego powstanie było możliwe dzięki prywatnym donacjom oraz wpłatom ze strony Carlsberg Foundation.
Carillon został przebudowany i pieczołowicie odrestaurowany w 1981 przez ludwisarnię Petit & Fritsen. Składa się on obecnie z 48 dzwonów odlanych z brązu o skali czterech oktaw, co sprawia, iż jest on największym carillonem północnej Europy. Sześć największych dzwonów wisi razem z dzwonami kościelnymi w kondygnacji dzwonnej za żaluzjami poniżej tarcz zegarowych. Powyżej tarcz zegarowych znajduje się natomiast galeria ze stołem gry, za pośrednictwem którego uruchamiany jest carillon. Pozostałe 42 dzwony wiszą w otwartej latarni nad galerią. Największe dzwony carillonu ważą ponad 2000 kg, a najmniejszy 10 kg. Wszystkie dzwony ważą łącznie ok. 12 ton i rozbrzmiewają co godzinę nad Christianshavn wygrywając różne melodie.
W soboty urządzane są koncerty z udziałem carillonistów duńskich, natomiast latem koncertują carilloniści z całego świata.

## Wystrój wnętrza

### Ołtarz główny
Co najcenniejszych elementów wyposażenia wnętrza należy ołtarz główny, arcydzieło Nicodemusa Tessina młodszego.
Wykształcony w Rzymie Nicodemus Tessin młodszy, syn sławnego Nicodemusa Tessina starszego prowadził właśnie, rozpoczętą przez ojca, budowę rezydencji królewskiej Drottningholm pod Sztokholmem i miał rozpocząć budowę Pałacu Królewskiego, gdy otrzymał zlecenie budowy ołtarza w kościele Najświętszego Zbawiciela. Te okoliczności oraz problemy ze zdobyciem odpowiedniego marmuru, potrzebnego do wykonania ołtarza, a także ogólne stosunki między Danią a Szwecją w tamtym czasie spowodowały, iż budowa przeciągnęła się do aż do 1732.
Ołtarz Tessina zdradza wpływy rzymskie. Ogólna koncepcja architektoniczna została zaczerpnięta z fasady rzymskiego kościoła San Carlo Francesco Borrominiego. Po wieży była to więc druga inspiracja sztuką tego architekta przy budowie luterańskiego kościoła Najświętszego Zbawiciela, który w ten sposób stał się przykładem wpływu sztuki katolickiej na protestancką.
W centrum ołtarza przedstawiona została scena w ogrodzie w Getsemani, w którym opuszczony przez uczniów, cierpiący Jezus, podtrzymywany przez jednego z aniołów modli się samotnie: «Ojcze, jeśli chcesz, zabierz ode mnie ten kielich! Jednak nie moja wola, lecz Twoja niech się stanie! ». Wtedy pojawia się drugi anioł i, unosząc się nad Jezusem, wręcza mu złoty kielich, symbol gorzkiej męki (zdrada, ubiczowanie i ukrzyżowanie), która ma go za chwilę spotkać. Podporę duchowa w zbliżającym się cierpieniu symbolizuje drugi anioł, podtrzymujący go.
Ponad nimi widnieje złote słońce w promienistej glorii z umieszczonym pośrodku tetragramem – hebrajskim zapisem imienia Bożego. Całość otaczają amorki unoszące się na obłokach. Dwie pary kolumn podtrzymują przełamany, wygięty architraw, na którym wspiera się rozbudowane zwieńczenie ołtarza.
Po obu stronach ołtarza umieszczone zostały dwie figury: Pietas i Iustitia; stanowiły one motto króla Fryderyka V.
Na stole ołtarzowym widnieje napis zaczerpnięty z ewangelii św. Jana: 

SAA HAR ELSKTE GUD VERDEN, AT HAN GAV SIN EENBÅRNE SØN, PAA DET AT 
ALLE DE SOM TROE PAA HAM, IKKE SKULLE FORTABES, MEN HAVE DET EVIGE LIV

Werset ten bywa często nazywany „małym wyznaniem wiary”.

### Rzeźby sześciu archaniołów

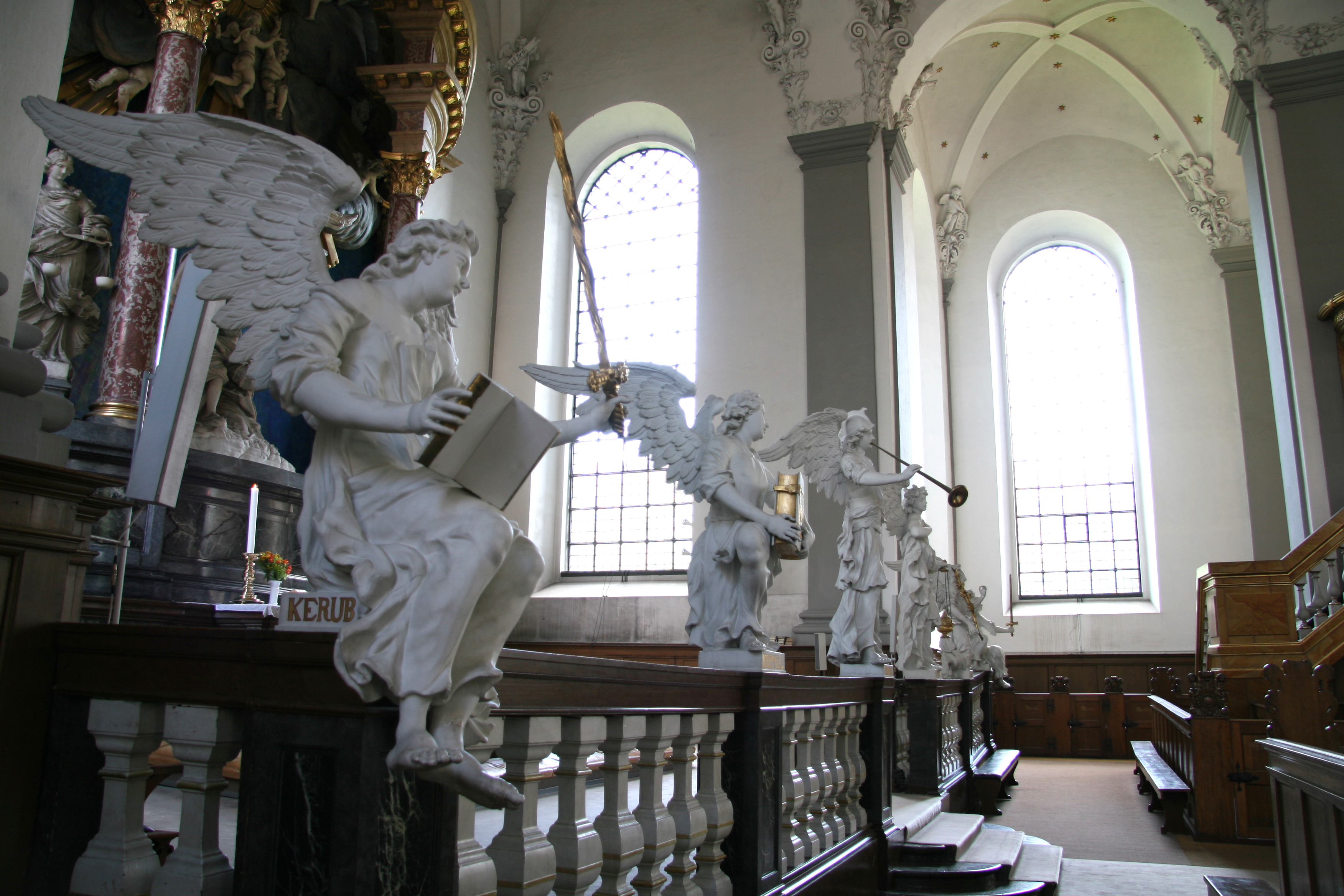
Sześciu archaniołów na balustradzie oddzielającej prezbiterium od nawy

Prezbiterium jest położone ok. 1 m wyżej niż nawa; prowadzą do niego czterostopniowe schody. Dodatkowo jest ono oddzielone od nawy ozdobną balustradą, na której ustawiono posągi sześciu archaniołów. Autorem tych rzeźb oraz balustrady jest duński snycerz Erich Warnheim. Ekspresyjne w wyrazie dzieła powstały w 1732, równocześnie z ukończeniem budowy ołtarza. Wykonane one zostały – podobnie jak ambona – w technice tzw. ”duńskiego marmuru”, tj. marmoryzowanego drewna.
Poczynając od lewej strony są to: siedzący Cherub z płomienistym mieczem, strzegący drzewa życia po wypędzeniu z raju Adama i Ewy. Choć cheruby nie były zliczane do archaniołów, tu jeden z nich został przedstawiony ze względu na range wydarzenia, w którym uczestniczy.
Obok niego znajduje się Jeremiasz, klęczący na jednym kolanie, trzymający oburącz księgę. Również on nie jest archaniołem ale starotestamentowym prorokiem. W trzymanej księdze widnieje fragment wersetu 15. jego autorstwa: 

”Zwołam bowiem wszystkie królestwa Północy (...)”

Być może jest to aluzja do absolutystycznych ambicji Fryderyka IV.
Po lewej stronie wejścia stoi archanioł Michał, uważany za największego ze wszystkich aniołów w judaizmie i chrześcijaństwie. Dmie on w trąbę, aby wskrzesić zmarłych w dzień Sądu Ostatecznego.
Po prawej stronie wejścia stoi archanioł Uriel – według tradycji judaistycznej i w niektórych wierzeniach chrześcijańskich jeden z najwyższych rangą archaniołów, wymieniany w tej roli również na łamach utworów literackich, m.in. Raju utraconego Johna Miltona:

The Arch-Angel Uriel, one of the seven Who in God's presence, nearest to his throne

Obok Uriela klęczy archanioł Gabriel, posłaniec Boży, zwiastun Dobrej Nowiny dla Maryi. W prawej ręce trzyma on gałązkę palmową, symbol pokoju a zarazem zapowiedź Niedzieli Palmowej – Niedzieli Męki Pańskiej.
Ostatnim jest przedstawiony w pozycji siedzącej archanioł Rafał, który trzyma w ręce swój atrybut – puszkę z leczniczą żółcią rybią.

### Ambona

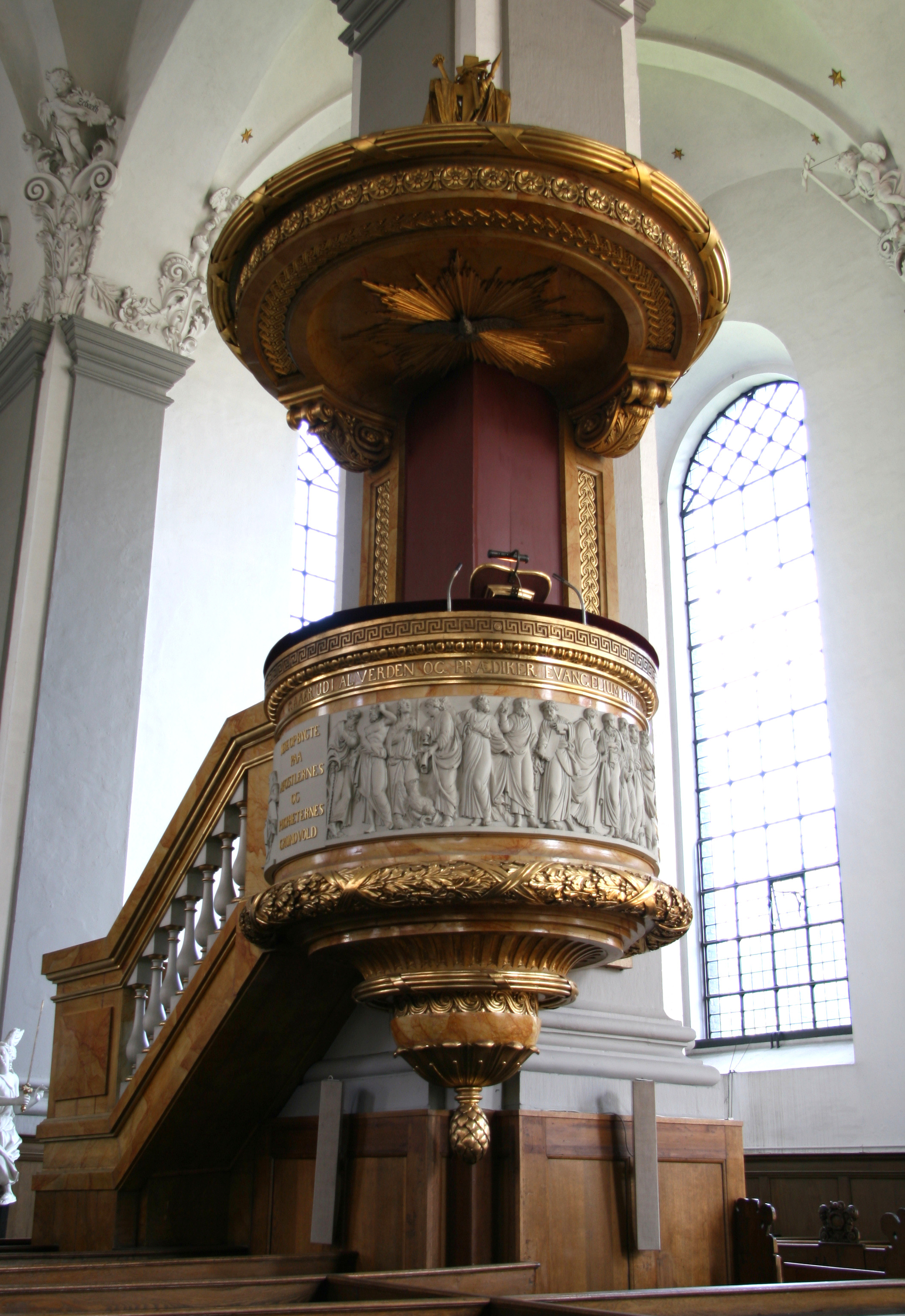
Ambona

Żaden kościół ewangelicki nie może obejść się bez ambony. To z niej kaznodzieja, wygłaszający kazanie, wskazuje na Ukrzyżowanego Chrystusa. Zgodnie z luterańską tradycją kazanie znajduje się w centrum nabożeństwa protestanckiego. Oznacza ono zwiastowanie Słowa Bożego, z którego rodzi się podczas nabożeństwa społeczność Kościoła.
Obecna ambona w kościele Najświętszego Zbawiciela pojawiła się w 1773. Przedtem do wygłaszania kazań używano średniowiecznego, drewnianego krzesła.
Ambona powstała z inicjatywy pastora Jacoba Jensena Hvida, który w 1772 nawiązał kontakt z profesorem C.F.Harsdorffem, rzeźbiarzem Johannesem Wiedeweltem i malarzem Pederem Alsem. W efekcie powstało dzieło utrzymane w duchu klasycyzmu; swoje piętno odcisnęło też panujące wówczas Oświecenie.
Kosz ambony, w formie cylindra, został ozdobiony utrzymanymi w duchu antycznym reliefami przedstawiającymi apostołów. Nie wśród nich Chrystusa. Górną i dolną krawędź kosza ambony pokrywa bogaty, klasyczny ornament – wzory geometryczne i liście akantu. Na ambonę prowadzą schody z balustradą, nad nią zaś znajduje się okrągły daszek akustyczny, zwieńczony krzyżem i narzędziami Męki Pańskiej. Na jego wewnętrznej stronie umieszczono natomiast gołębicę przedstawiającą Ducha Świętego w promienistej glorii. Krawędź daszka, podobnie jak kosz ambony, została pokryta bogatym ornamentem.

### Chrzcielnica

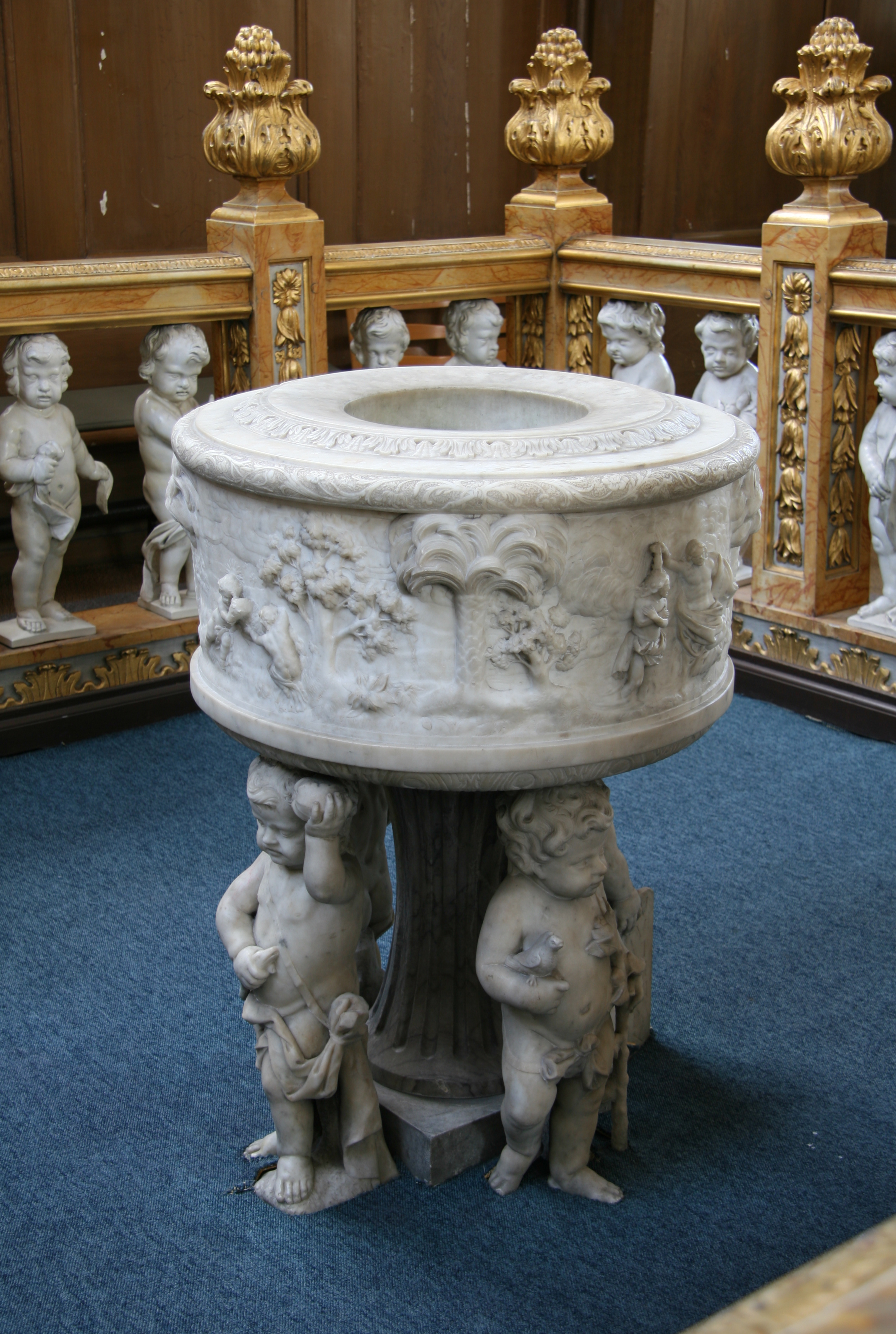
Chrzcielnica

Umieszczenie chrzcielnicy w kościele na przełomie XVII/XVIII w. związane było z ówczesnym teologicznym rozumieniem obrzędu chrztu, który był w tamtym, ortodoksyjnym okresie traktowany jako niezależny prywatny akt wiary.
Chrzcielnica znajduje się w północno-wschodniej bocznej kaplicy. Umieszczona na podwyższeniu i otoczona ozdobną balustradą na planie kwadratu o boku 355 cm, stanowi samodzielną kompozycję architektoniczną – swego rodzaju baptysterium.
Nie wiadomo, kto jest autorem chrzcielnicy. Wymienia się nazwiska Christiana Nergera, który wykonał wiele dzieł dla kościoła Najświętszego Zbawiciela oraz Andreasa Gerckena, bardzo aktywnego w tamtym czasie kopenhaskiego rzeźbiarza.
Chrzcielnica jest darem małżonki króla Fryderyka IV, Elisabeth Helene von Vieregg. Na jej cylindrycznej czaszy znajdują się reliefy przedstawiające dzieciństwo Jezusa. Podstawę tworzą cztery putta.
Takie same putta umieszczone zostały w otaczającej chrzcielnice balustradzie. Tak duża ilość putt stanowi być może wyraz niespełnionego życzenia królewskiej małżonki – urodzenia dużej liczby dzieci; królowa urodziła bowiem tylko jedno dziecko, syna Frederika Gyldenløve, który przeżył 9 miesięcy.

### Krucyfiks
Krucyfiks, wiszący w południowym ramieniu transeptu, pochodzi z okresu konsekracji kościoła. Obecność tego barokowego dzieła, o fantazyjnej dramaturgii, jest dość niezwykła w protestanckiej świątyni.

### Świecznik
Jednym z najnowszych elementów wyposażenia kościoła jest ozdobny świecznik w kształcie kuli. Dzieło powstało w 2002 w pracowni Gitte Christensen z Kvindesmedien w Christianii, która przez ponad 35 lat była częścią parafii Najświętszego Zbawiciela. Tego typu świecznik stanowi częsty element wyposażenia skandynawskich świątyń. Odwiedzający kościół, zarówno wierni jak i turyści, mają zwyczaj zapalać na nim świeczki.

### Organy

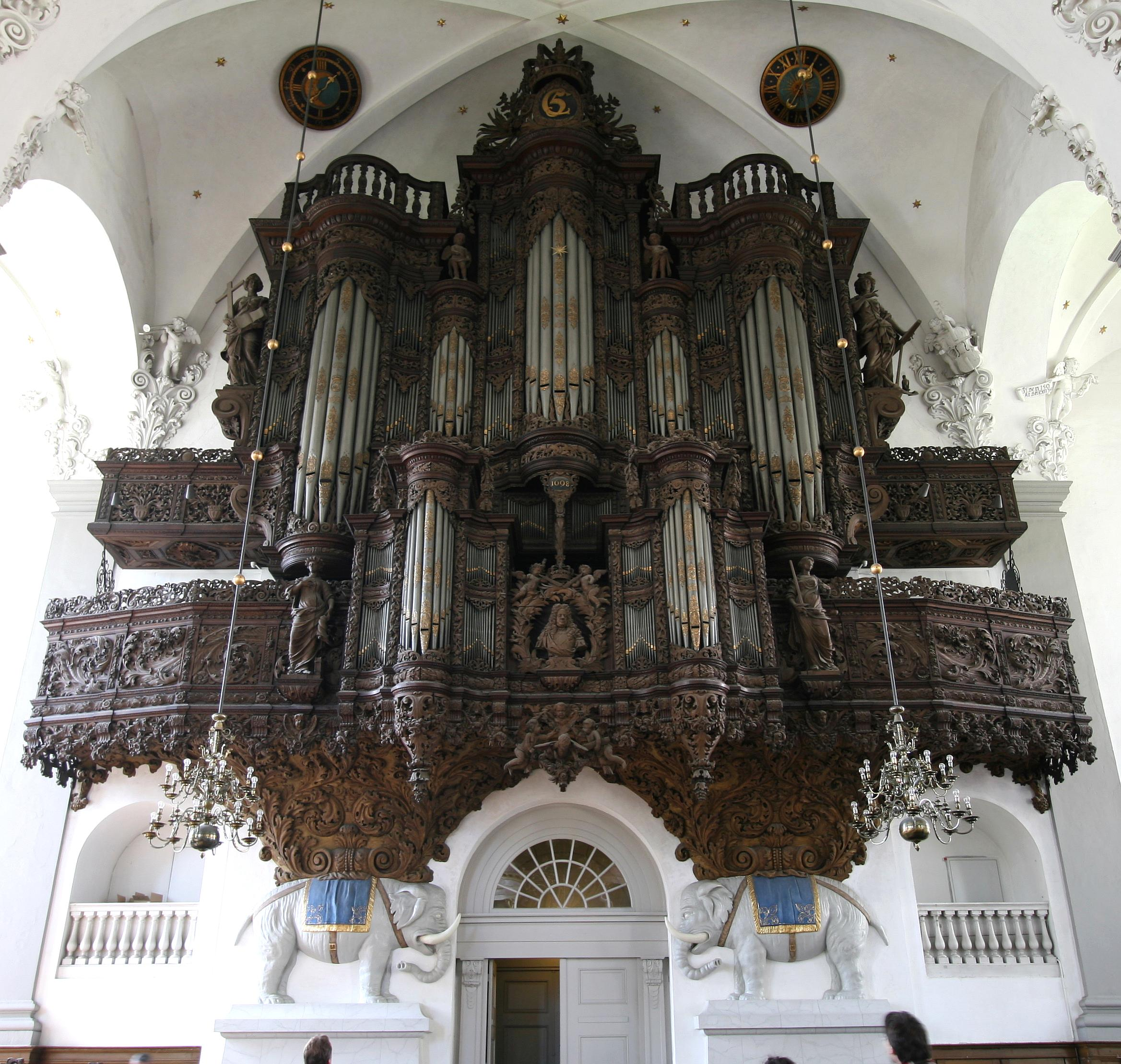
Prospekt organowy

Imponujące, trzykondygnacyjne organy z popiersiem i monogramem króla Chrystiana V umieszczonymi na misternie rzeźbionym, drewnianym prospekcie zostały zbudowane przez zakład organmistrzowski Botzen Brothers w latach 1696-1698 i zamontowane na zachodniej ścianie kościoła. Ponieważ to sam monarcha był fundatorem instrumentu, prospekt organowy został opatrzony stosowną inskrypcją: „Gud og Christian 5. til ære”. Prospekt został wyrzeźbiony z drewna lipowego w kopenhaskiej pracowni norweskiego snycerza Christiana Nergera. Umieszczono pod nim dwa białe słonie, symbolizujące najwyższe duńskie odznaczenie - Order Słonia, którym zwyczajowo byli dekorowani duńscy monarchowie. Choć sprawiają one wrażenie konstrukcji nośnej, są jednak wyłącznie dekoracją, bowiem prospekt jest w całości zamocowany na ścianie.
Pośrodku prospektu został umieszczony główny zespół brzmieniowy (hauptwerk) i pozytyw plecowy (rückpositiv). Poniżej znajduje się, niewidoczna z dołu, szafa ekspresyjna (schwellwerk). Na wysokości piersi organisty został umieszczony brustwerk a na samej górze piszczałki klawiatury pedałowej.
Organy mają ponad 4000 piszczałek. Na najwyższej z nich (pryncypał 16’) został umieszczony cymbelstern (wirująca gwiazda) – ruchomy element wystroju rzeźbiarskiego umieszczany w dawnych prospektach organowych dla efektów wizualnych i akustycznych. Organy odznaczają się potężnym i eleganckim dźwiękiem. Z tego powodu, a także dlatego, iż większość piszczałek jest oryginalna, bywają one nazywane “Stradivariusem organowym”. Zachowane piszczałki, najstarsze w Kopenhadze, cudem uniknęły zawieruchy dziejowej (wielkie pożary nawiedzające Kopenhagę w XVIII w., zbombardowanie jej przez Brytyjczyków w 1807).
W 1965 organmistrz Poul-Gerhard Andersen odrestaurował organy. Jego zasługą było przywrócenie dźwięku w tych piszczałkach, które od 1889 były nieczynne i służyły wyłącznie jako dekoracja. Zaintonowano je w duchu epoki młodego Johanna Sebastiana Bacha.
Organy są wykorzystywane podczas nabożeństw, a także jako instrument koncertowy. Należą one do najczęściej fotografowanych instrumentów muzycznych na świecie. Mają obecnie 57 głosów podzielonych na 4 manuały i pedał i następującą dyspozycję (w nawiasie podano rok zbudowania danego głosu):
| Rückpositiv (I) | Hauptwerk (II) | Schwellwerk (III) | Brustwerk (IV) | Pedalwerk |
| Pryncypał 8' (1698) Quintadena 8' (1889) Gedackt 8' (1965) Oktawa 4' (1698) Flet rurkowy 4' (1939) Oktawa 2' (1976) Kwinta 22/3′ (1998) Flet 2´ (1998) Tercja 13/5′ (1998) Nassat 11/3′ (1965) Scharff IV (1965) Dulcian 16´ (1957) Krzywuła 8´ (1972) | Pryncypał 16′ (1698) Oktawa 8′ (1965) Flet 8′ (1965) Gedakt 8′ (1998) Oktawa 4′ (1965) Kwinta 22/3′ (1939) Oktawa 2′ (1965) Sesquialtera II (1939) Mixtur V (1965) Scharff III (1965) Trąbka 16′ (1957) Trąbka 8′ (1957) | Borduna 16′ (1889) Flet rurkowy 8′ (1939) Viola da gamba 8′ (1965) Voix celeste 8′ (1965) Pryncypał 4′ (1965) Koppelflet 4′ (1939) Szpickwinta 22/3′ (1965) Flet 2′ (1965) Tercja 13/5′ (1939) Sifflet 1′ (1939) Mixtur V (1939) Trąbka 8´ (1965) Obój 8′ (1939) Trąbka sygnałowa 4′ (1983) Tremolo | Flet poprzeczny 8′ (1939) Flet kryty 4′ (1939) Flet leśny 2′ (1939) Oktawa 1′ (1965) Glockenzimbel II (1965) Regal 8′ (1957) Tremolo | Pryncypał 16′ (1698) Skrzypce 16′ (1889) Subbas 16′ (1889) Kwinta 102/3′ (1889) Oktawa 8′ (1965) Gedackt 8′ (1889) Oktawa 4′ (1976) Flet 4′ (1965) Cornet IV (1939) Mixtur VI (1939) Puzon 16′ (1889) Trąbka 8′ (1965) Trąbka 4′ (1976) |

- Efekty specjalne: cymbelstern (1698), kukułka (1698), słowik (1965)
- Połączenia manuałów (elektryczne lub mechaniczne): II/I, II/IV, elektryczne: II/III, I/III
- Połączenia pedałowo-manuałowe (mechaniczne): P/I, P/II, P/III

## Ciekawostka literacka
Wieża kościoła Najświętszego Zbawiciela dostała się na łamy powieści Juliusza Verne’a „Podróż do wnętrza Ziemi” (1864) - odwiedzając Kopenhagę naukowcy wspięli się na wieżę kościoła, żeby uwolnić się od lęku wysokości i oswoić się z czeluściami krateru Snæfellsjökull, poprzez który zamierzali zejść do wnętrza Ziemi.
Francuski malarz i ilustrator Édouard Riou narysował kościół Najświętszego Zbawiciela w oryginalnej, francuskiej wersji „Podróży do wnętrza Ziemi”, ale schody prowadzące na wierzchołek wieży przedstawił w odwrotnym kierunku niż w rzeczywistości.